# 圣康拉德
聖康拉德是奥地利上奥地利州格蒙登县的一个市镇。总面积19.3平方公里，总人口1066人，人口密度55.2人/平方公里（2005年）。